# エストベ圏谷

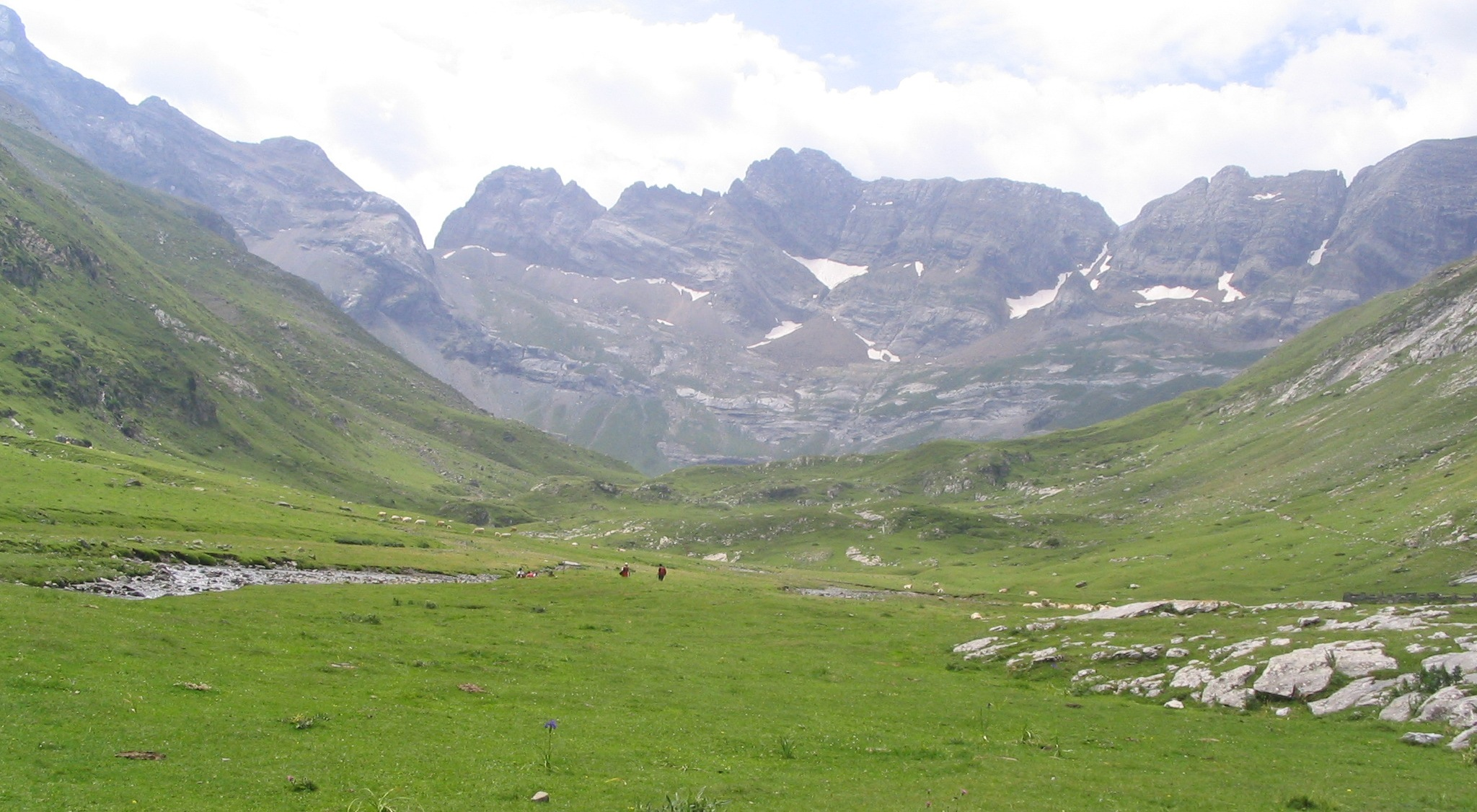
エストベ圏谷

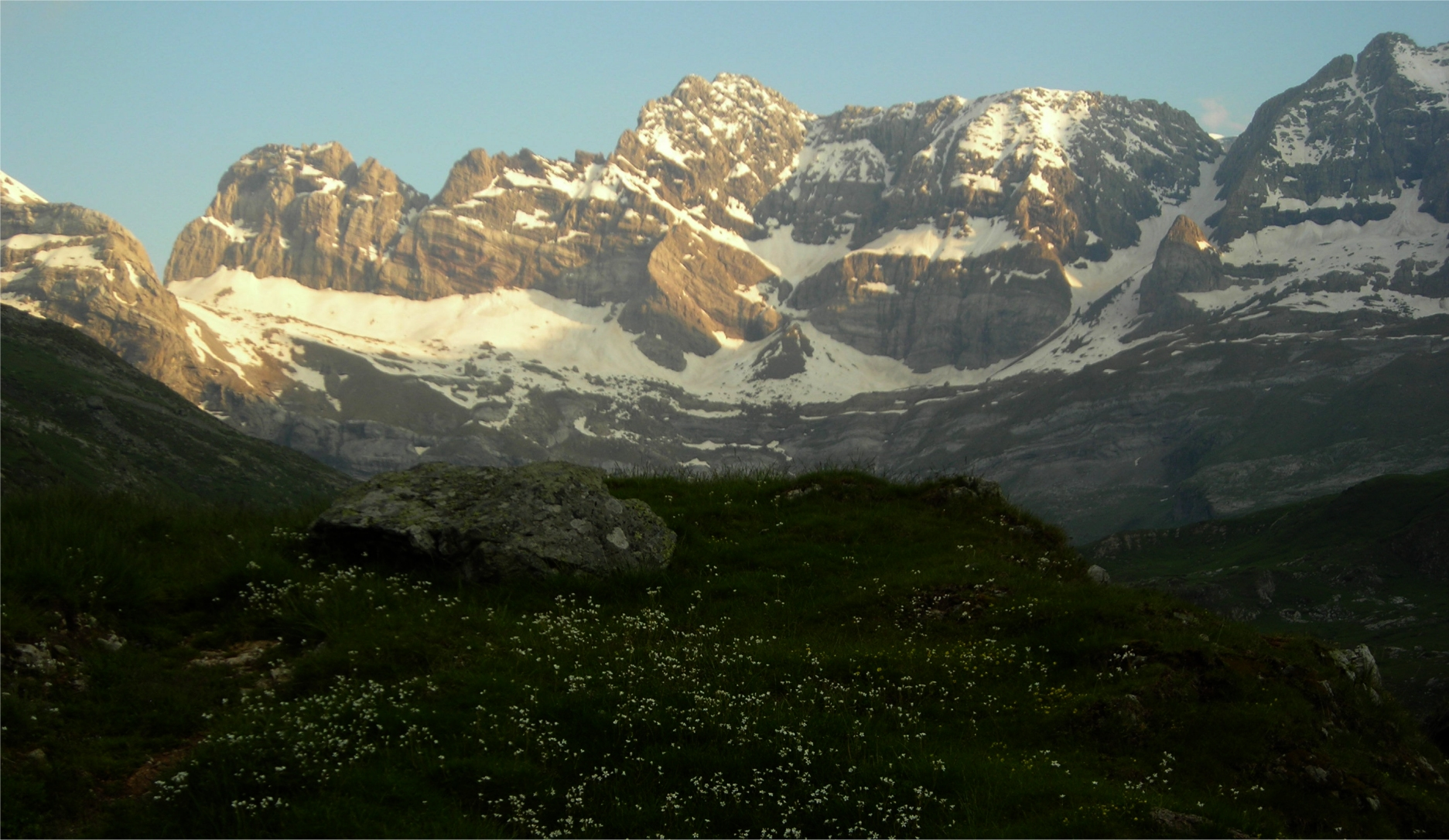
エストベ圏谷を北から見る

エストベ圏谷（エストベけんこく、フランス語: Cirque d'Estaubé、スペイン語: Circo de Estaubé）は、ピレネー山脈の中央部、ピレネー国立公園内にある圏谷（カール）で、フランスとスペインの国境を形成している。この圏谷は、よく知られたガヴァルニー圏谷の東4kmに位置し、ガヴァルニー圏谷へは アラン峠（Hourquette d'Alans、2,430m）を経由し、マルボレ圏谷へはトゥケルイェ裂け目（Brèche de Tuquerouye、2,666m）を経由する。
エストベ川（Gave d'Estaubé）はこの圏谷から北に下り、まず小さな貯水池があるグロリエット渓谷（Barrage des Gloriettes1,668 m）に流れ込み、その後メインのエエス渓谷を流れる。